# Rob de Vries (voetballer, 1943)
Robert Hendrikus Johannes (Rob) de Vries (Amsterdam, 5 april 1943 - 30 maart 2018) was een Nederlands voetballer die doorgaans als aanvaller of middenvelder speelde.
De Vries begon zijn loopbaan bij Blauw-Wit en kwam vanaf het seizoen 1964/65 voor Telstar uit. Vanaf medio 1966 speelde hij vooral in het tweede team. In 1967 ging hij naar de Verenigde Staten om in de NPSL voor Pittsburgh Phantoms te spelen. Daar maakte hij in elf wedstrijden één doelpunt. De club ging na het seizoen failliet maar het duurde nog ruim een half jaar voordat De Vries vrijgegeven werd door de Amerikaanse bond. Een overgang naar MVV ging medio 1968 niet door. De Vries ging voor VV Aalsmeer spelen.
Van Aalsmeer was De Vries ook in twee periodes voorzitter. Hij werd benoemd tot erelid. Ook was hij voorzitter van FC Blauw-Wit Amsterdam. 